# Manequim

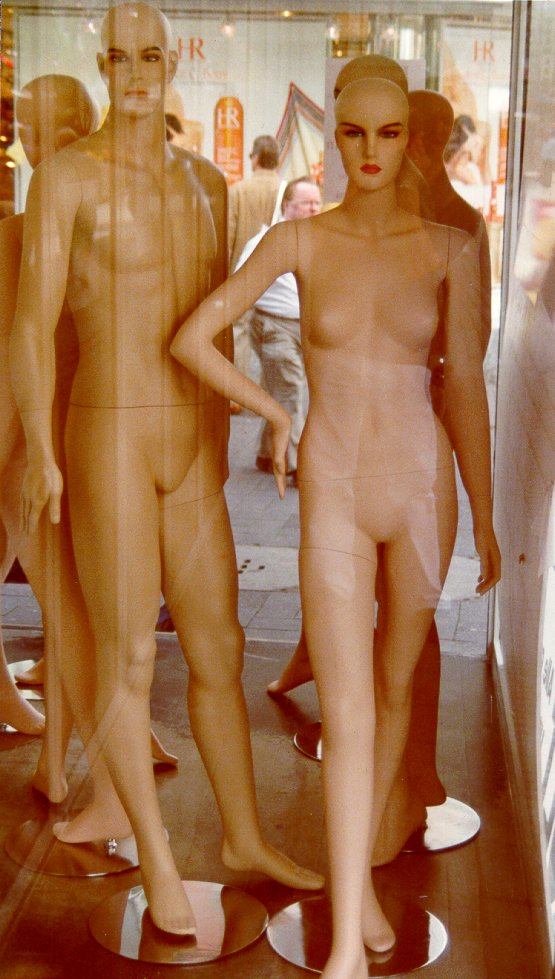
Um par de manequins, numa vitrine.

Manequim é um boneco que representa a figura humana (masculina ou feminina), utilizado em trabalhos artísticos, como modelo, científicos, como substituto do objeto real, e ainda e mais frequentemente como objeto auxiliar de costura e na exposição em lojas. Vale observar que os manequins não se limitam a estarem na vitrine, uma vez que também estão nos espaços internos das lojas, reforçando a exposição das roupas com outros modelos e combinações de peças do vestuário.

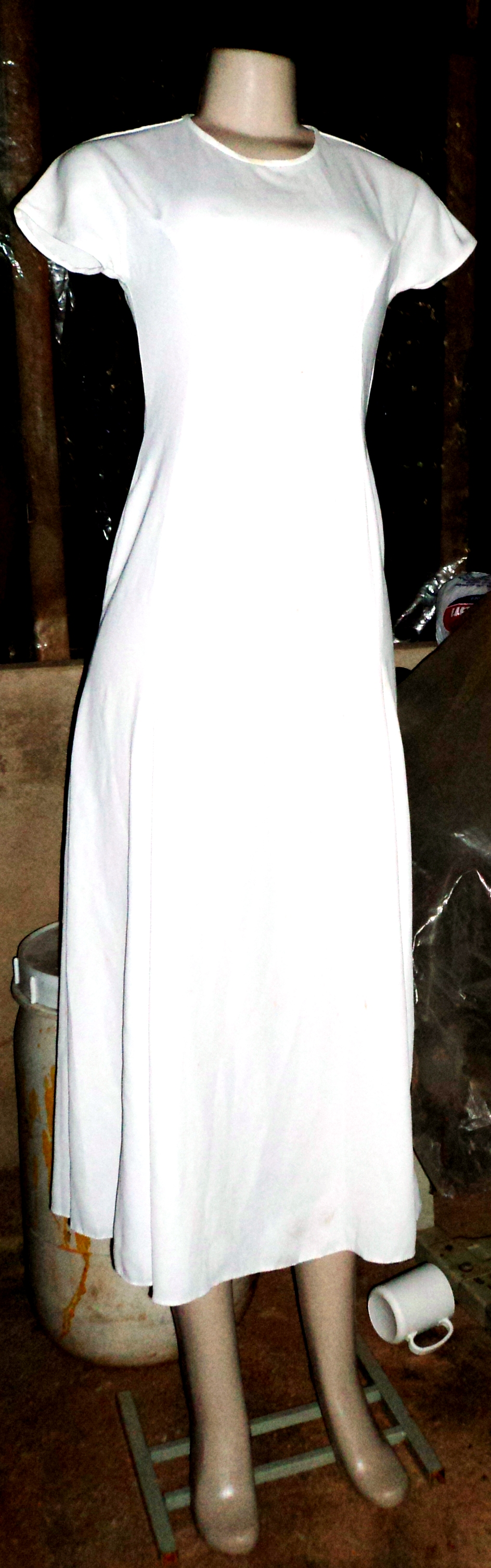
Um manequim simples, sem cabeça.

O manequim também é usado como bonecos em tamanho real com vias aéreas simuladas usadas no ensino de primeiros socorros e habilidades avançadas como intubação endotraqueal; e para modelar o comportamento do corpo humano em simulações de computadores. Durante a década de 1950, os manequins foram usados em testes nucleares para ajudar a mostrar os efeitos das armas nucleares em humanos.
Mannequin vem da palavra francesa mannequin, que adquiriu o significado de "modelo articulado de um artista", que por sua vez veio da palavra flamenga manneken, que significa "homenzinho, estatueta", referindo-se à prática da Idade Média tardia em Flandres, a exibição pública de roupas femininas foi realizada por pajens masculinos (meninos).

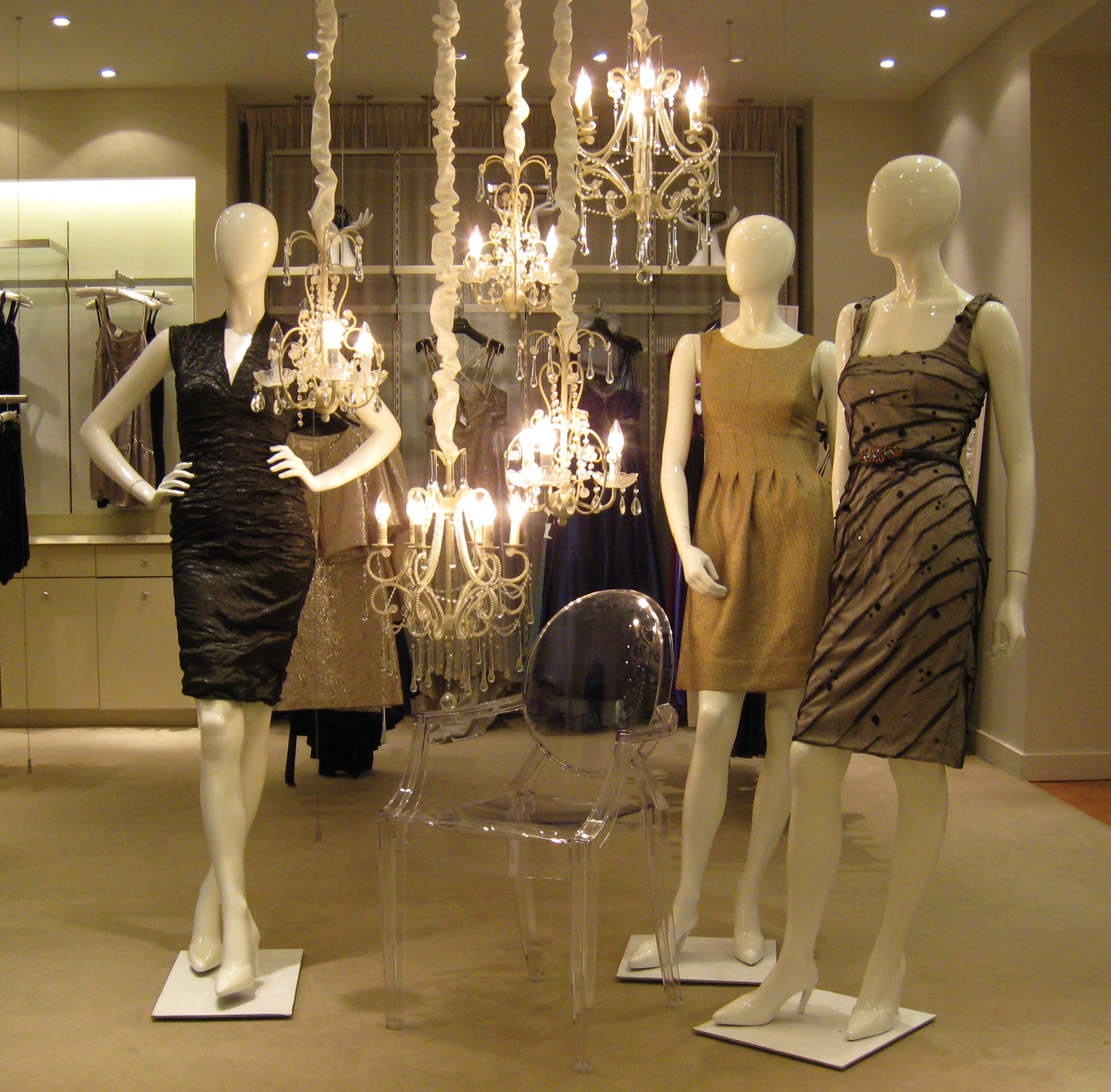
Manequins em uma loja de roupas no Canadá

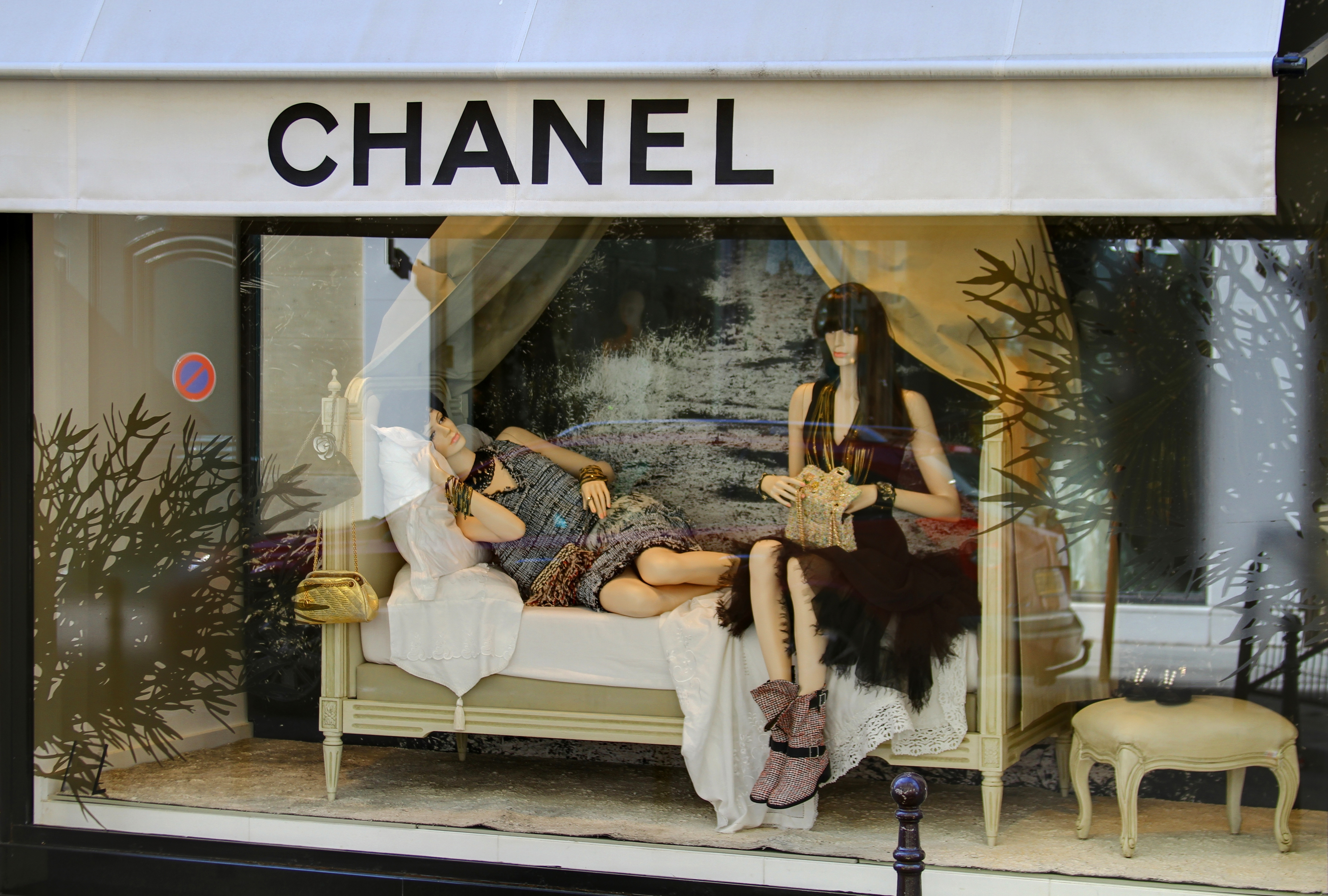
Manequins na loja Chanel, 31 Rue Cambon, Paris

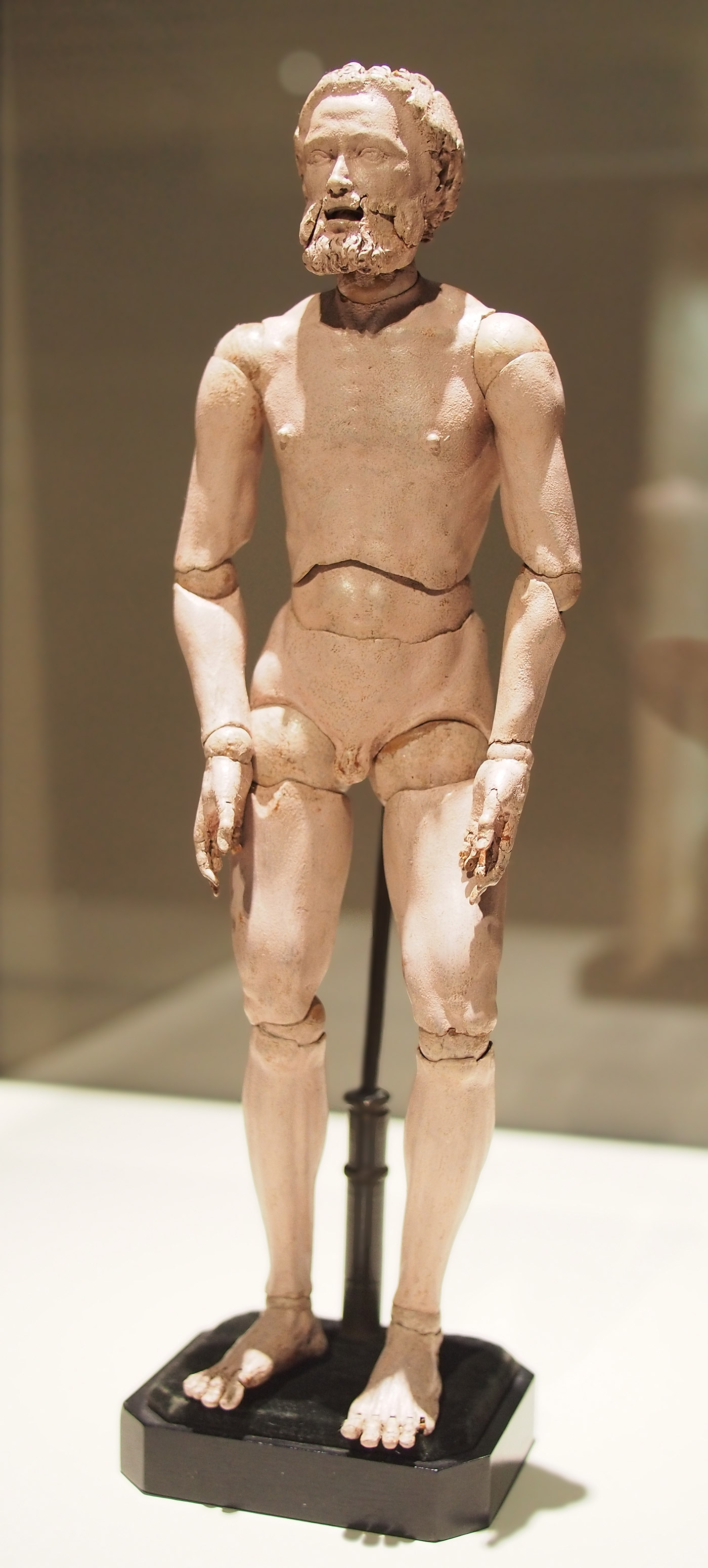
Uma figura leiga de Albrecht Dürer no Museu do Prado

## Costura
Os manequins foram criados para auxiliar costureiras e alfaiates durante a confecção das roupas, possibilitando-lhes aferir as mesmas como se já estivessem sendo vestidas.
Essa finalidade facilita o trabalho de verificar aquilo que no jargão da moda chama-se caimento.

## Manequim para loja
O tipo de manequim usado em lojas é variado. Podem ser simples, com ou sem cabeça, com traços detalhados e reais, sentados ou em pé. Especialistas afirmam que um bom manequim pode render lucros para o lojista.
Manequins para loja são considerados o mais importante elemento do visual merchandising no varejo da moda. Além de fazerem as lojas venderem mais roupas, os manequins também fazem com que as vendas sejam mais rápidas, o que justifica sua importância.

## História
Os manequins de loja são derivados de formas de vestido usadas por casas de moda para a confecção de vestidos. O uso de manequins teve origem no século XVI, quando "manequins de modista" em miniatura eram usados para demonstrar a moda aos clientes. Manequins de vime em escala real começaram a ser usados em meados do século XVIII. Manequins de arame foram fabricados em Paris a partir de 1835.

## Uso militar

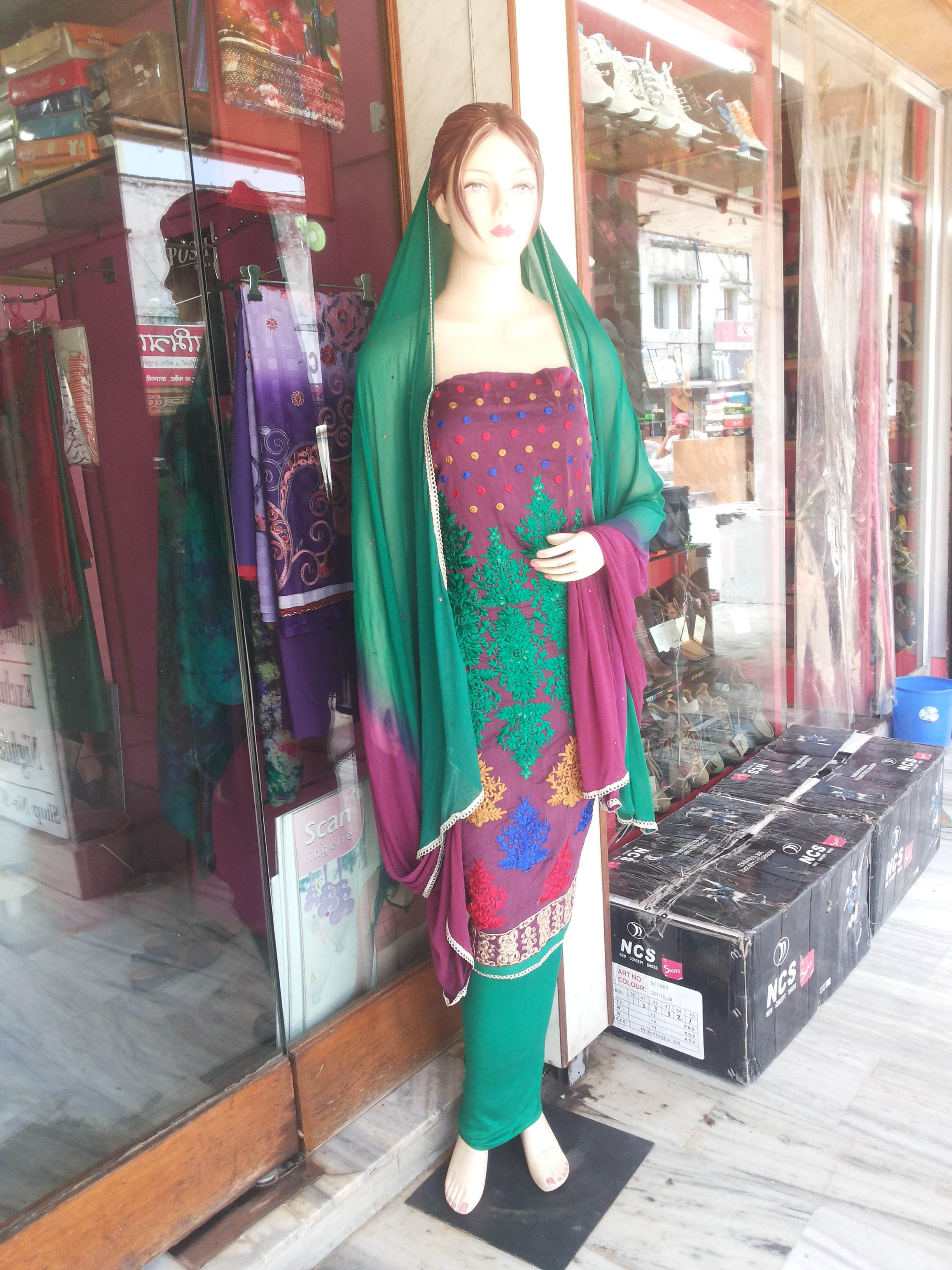
Um manequim do lado de fora de uma loja no norte da Índia.

O uso militar de manequins é registrado entre os antigos chineses, como na Batalha de Yongqiu. O exército Tang sitiado baixou espantalhos pelas paredes de seus castelos para atrair o fogo das flechas inimigas. Dessa forma, eles renovaram seus suprimentos de flechas. Manequins também foram usados nas trincheiras na Primeira Guerra Mundial para atrair atiradores inimigos para longe dos soldados.
 

Um relatório da CIA descreve o uso de um manequim ("Jack-in-the-Box") como uma medida de contra- vigilância, com o objetivo de tornar mais difícil para a contraespionagem do país anfitrião rastrear o movimento de agentes da CIA se passando por diplomatas. Um "Jack-in-the-Box" - um manequim representando a metade superior de um humano - substituiria rapidamente um agente da CIA depois que ele deixasse o carro dirigido por outro agente e fosse embora, para que qualquer oficial de contraespionagem monitorando o carro do agente pudesse acredito que ele ainda estava no carro.